# Securigera
Securigera é um género botânico pertencente à família Fabaceae.

## Portugal
Em Portugal só ocorre uma espécie deste género, Securigera securidaca (L.) Degen & Dörfl., presente em Portugal Continental, onde é introduzida.